# Selma Delibašić
Selma Delibašić (Sarajevo, 14 aprile 1980) è una cestista bosniaca con cittadinanza svedese.

## Carriera
Centro di 195 cm, ha giocato nella Nazionale svedese.
È stata inoltre allenatrice della squadra amatoriale di bambini Arcobaleno Basket di Porto San Giorgio.

## Palmarès
- Campionato italiano di Serie A2: 2
Fratta Umbertide: 2007-08; Pall. Vigarano: 2013-14